# 孔多托
孔多托是哥倫比亞的城鎮，位於該國西部，由喬科省負責管轄，距離首府基布多90公里，始建於1758年，面積888平方公里，海拔高度115米，2005年人口12,404。
5°06′N 76°39′W / 5.100°N 76.650°W